# Revolta de Abril (1876)
A Revolta de Abril (em búlgaro:  Априлско въстание, Aprilsko vastanie) foi uma insurreição organizada pelos búlgaros do Império Otomano de abril a maio de 1876, o que indiretamente resultou no restabelecimento da Bulgária em 1878. O exército regular otomano e unidades irregulares bashi-bazouk reprimiram brutalmente os rebeldes, levando a um clamor público na Europa e nos Estados Unidos, com muitos célebres intelectuais condenando as atrocidades otomanas e apoiando a oprimida população búlgara.
A revolta de 1876 envolveu apenas as partes do território otomano predominantemente povoadas por búlgaros. O aparecimento de sentimentos nacionais búlgaros estava intimamente relacionado com o restabelecimento da independência da Igreja Ortodoxa Búlgara em 1870. Juntamente com conceitos do nacionalismo romântico, a ascensão da consciência nacional ficou conhecida como o Despertar nacional da Bulgária.